# Lehmannia medioflagellata
Lehmannia medioflagellata is een slakkensoort uit de familie van de Limacidae. De wetenschappelijke naam van de soort is voor het eerst geldig gepubliceerd in 1968 door Lupu.